# Jorge Pérez Álvarez
Jorge Daniel Pérez Álvarez (Punta Arenas, 23 de abril de 1999) es un judoka chileno.
Oriundo de la Región de Magallanes, Pérez se mudó a los 16 años para seguir su carrera deportiva, instalándose en la residencia del Centro de Alto Rendimiento en Santiago. Participó en varios campeonatos a nivel regional, resultando campeón junior en el Campeonato Panamericano celebrado en Ciudad de Panamá en 2018. En junio de 2019, decidió volver a Punta Arenas en durante la pandemia de COVID-19.
Regresó a la actividad deportiva en 2022, gracias a una beca otorgada por el Gobierno Regional de Magallanes. Ya a nivel adulto, Pérez participó en los Juegos Bolivarianos de 2022, obteniendo medalla de bronce, y meses después logró la medalla de plata en los Juegos Suramericanos de 2022 celebrados en Asunción, en la categoría -81 kg.Al año siguiente, resultó campeón del Abierto Panamericano desarrollado en Córdoba, Argentina. En los Juegos Panamericanos de 2023 obtuvo la medalla de plata en su categoría tras caer en la final ante el brasileño Guilherme Schimidt.